# Ксерофіти

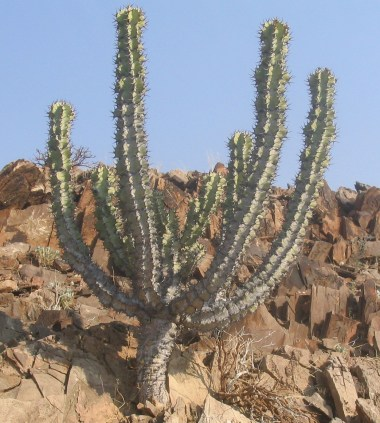
Ксерофіт Euphorbia virosa

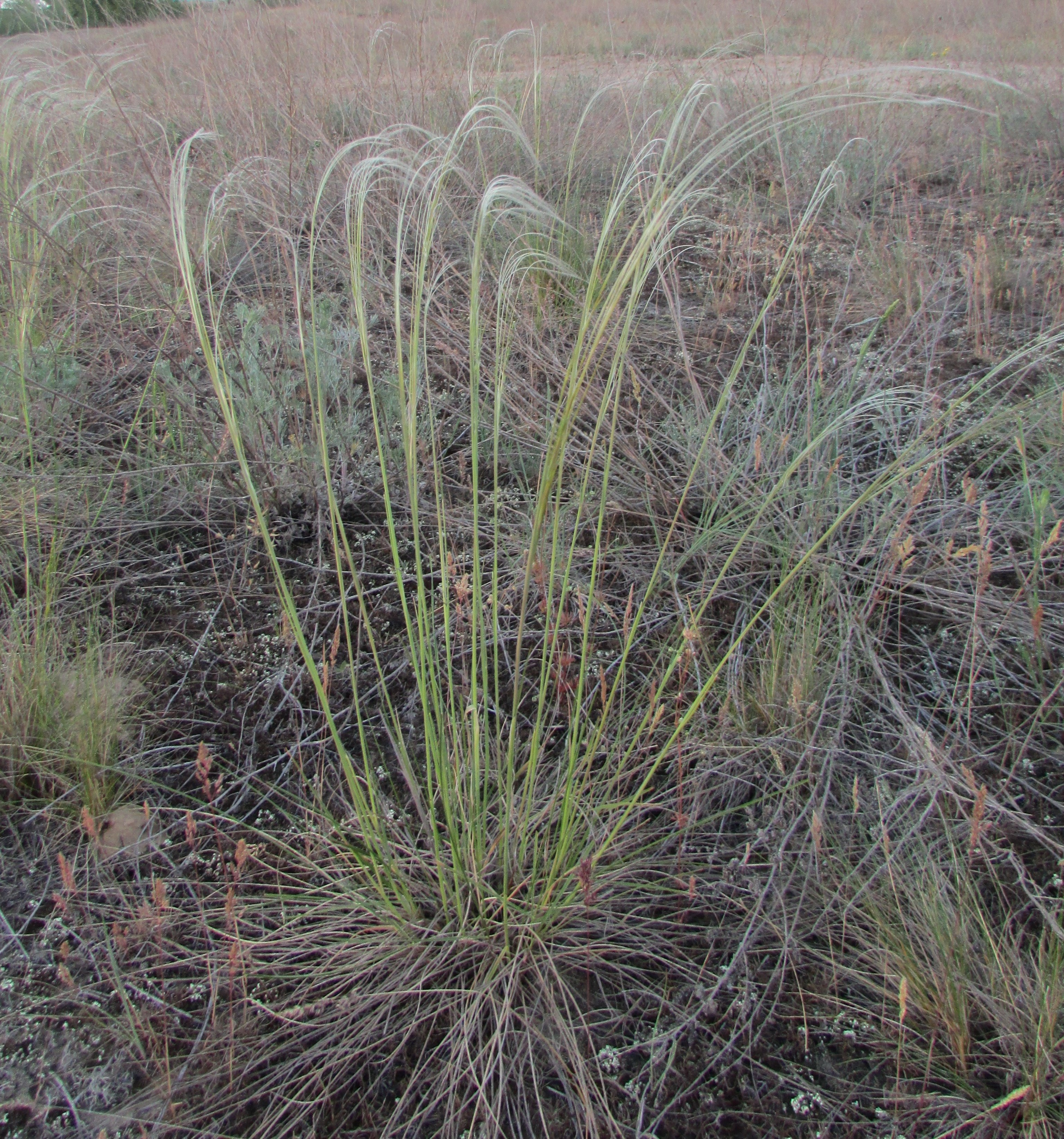
Типовий ксерофіт степів — ковила (Stipa). Національний природний парк «Олешківські піски»

Ксерофі́ти (від грец. xērós — «сухий» і phytón — «рослина») — рослини сухих середовищ, здатні переносити тривалу посуху. Ксерофіти складають типову флору пустель і напівпустель, звичайні на морському узбережжі і в піщаних дюнах.
Такі рослини різним чином адаптовані до посушливих умов, в яких вони ростуть. Деякі переживають екстремальні періоди у вигляді насіння і спор, які після випадання дощу можуть проростати; нові рослини іноді за чотири тижні встигають вирости, зацвісти і дати насіння, що перебуває в стані спокою до наступного дощового періоду.
Також існують рослини, що характеризуються ксероморфізмом — різноманітними фізіологічними і анатомічними пристосуваннями, які дозволяють їм рости під час сильної посухи (наприклад, пирій і пісколюб володіють осяжною системою кореневищ і додаткових коренів, що дозволяють здобувати воду з водоносного шару нижче за пісок). Ксерофіти, що ростуть в пустелях, володіють пристосуваннями до зменшення втрати води і для її запасання (наприклад, м'ясисте соковите листя каланхое та товсті стебла кактусів). Деякі рослини можуть переносити свої насіння на великі відстані, поки воно не опинеться у сприятливих умовах (так робить наприклад, перекотиполе).

## Властивості
Виносять в'янення з втратою води до 20-50 % — мають високий осмотичний тиск клітинного соку і велику сисну силу, а також яскраво виражену ксероморфність: дрібноклітинність, сильний розвиток палісадної тканини, густа мережа жилок, велике число продихів, товста кутикула, дрібнолистність або редукція листя, опушення та восковий наліт на листках і стеблах, сильний розвиток механічної, а іноді (у сукулентів) водозапасаючої тканини (порівн. склерофіти).

## Типи ксерофітів

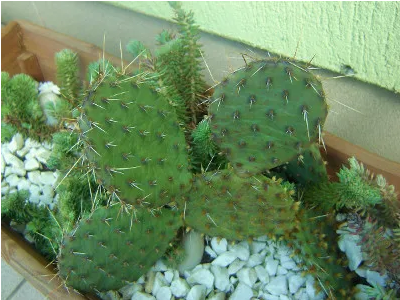
Колючий мороз. Цей кактус посухостійкий і може рости у садах.

Поділяються на мезоксерофіти — рослини, пристосовані до умов, дещо менш ніж середніх по запасах вологи в ґрунті, проміжні між ксеромезофітами і евксерофітами (наприклад, Armeniaca vulgaris, Artemisia lercheana); багато з них мають глибоку кореневу систему (фреатофіти), властива інтенсивна транспірація і невисока стійкість до зневоднення тканин (тобто відносяться до більш ксерофільної частини геміксерофітів: Генкель, 1946); (ев)ксерофіти — справжні ксерофіти, які мають неглибокі кореневі системи, добре витримують високі дефіцити вологості, слабо транспірують, їм притаманна висока в'язкість протоплазми і висока концентрація клітинного соку (наприклад, Stipa lessingiana, Artemisia pauciflora); гіперксерофіти — надксерофільні рослини, мешканці пустель (наприклад, галоксерофіт Anabasis salsa). Порівн. галофіти і ксерофіли.